# Article 40 de la Constitution de la Cinquième République française
Article 39 Article 41
L'article 40 de la Constitution de la Cinquième République française introduit, pour les propositions de lois et amendements formulés par les parlementaires, le principe d'« irrecevabilité financière », applicable lorsque ces textes ont un impact négatif sur les finances publiques.

## Texte de l'article
« Les propositions et amendements formulés par les membres du Parlement ne sont pas recevables lorsque leur adoption aurait pour conséquence soit une diminution des ressources publiques, soit la création ou l'aggravation d'une charge publique. »
— Article 40 de la Constitution du 4 octobre 1958

## Le principe d'irrecevabilité financière
Le principe d'irrecevabilité financière s'applique à des « propositions et amendements formulés par les membres du Parlement » : il s'agit, aussi bien à l'Assemblée nationale qu'au Sénat, des propositions de loi et amendements déposés par les parlementaires au cours de la procédure législative. Les amendements concernés sont ceux qui sont discutés par la commission lorsqu'elle établit son texte comme ceux qui sont discutés en séance publique. Le gouvernement, dans ses projets de loi comme ses amendements, n'est en revanche pas concerné par l'article 40.
Les ressources et les charges publiques concernent :
- l'État ;
- les collectivités territoriales ;
- les organismes de sécurité sociale (à l’exclusion des régimes complémentaires);
- les structures publiques bénéficiant de financements publics : établissements publics à caractère administratif, la plupart des établissements publics industriels et commerciaux.

Les entreprises publiques se trouvent hors du champ d'application de l’article 40, de même que les organismes de formation professionnelle. 

### La possibilité de réduire une ressource publique si une compensation est prévue
L'article 40 rend irrecevable une proposition de loi ou un amendement de parlementaire qui aurait pour effet une diminution des ressources publiques. Par exemple, un amendement parlementaire qui, en loi de finances, tendrait à réduire  le taux de l'impôt sur le revenu ne pourrait être discuté. 
Toutefois, le même amendement pourrait devenir recevable et être discuté si, tout en réduisant le taux de l'impôt sur le revenu, il augmentait à titre de compensation une autre ressource de l'État. 
Ainsi, il arrive couramment qu'un amendement ou une proposition de loi qui prévoit une baisse de ressources pour l'État prévoit dans son dernier alinéa une augmentation des taxes sur le tabac sous la forme suivante : « La perte de recettes pour l'État résultant de (...) est compensée à due concurrence par la création d'une taxe additionnelle aux droits prévus aux articles 575 et 575 A du code général des impôts. »
Cette compensation est appelée « gage ». Lors de l'examen en séance publique, il est de coutume, mais pas systématique, que le gouvernement annonce qu'il « lève le gage ». Cela signifie qu'il dépose un sous-amendement retirant l'augmentation des taxes sur le tabac (ou un amendement dans le cas d'une proposition de loi). Seul le gouvernement peut en effet prendre cette initiative, car la suppression du gage a pour effet de réduire les ressources de l'État.

### L'impossibilité de créer ou d'aggraver une charge publique
Singulièrement, le texte de l'article 40 utilise le pluriel pour les « ressources publiques » mais laisse le mot « charge » au singulier.
En conséquence, la création ou l'aggravation d'une charge publique ne peut être compensée par la réduction ou la suppression d'une autre charge ou par l'augmentation des ressources, peu importe que cela soit prévu explicitement dans le dispositif législatif proposé ou attendu comme effet de la disposition proposée.
Tandis que les ressources publiques peuvent être considérées de manière globale, de sorte qu'il suffit que l'amendement (y compris le gage) n'ait pas d'effet négatif sur leur montant, les charges doivent être prises de manière séparées. La question de la définition d'une charge publique est donc cruciale. En effet, si un ensemble de dépenses dont l'objet est proche peuvent être considérées comme les composantes d'une même « charge publique », les parlementaires auront la possibilité d'augmenter l'une de ces dépenses s'ils réduisent simultanément les autres.
Ainsi, la loi organique relative aux lois de finances (LOLF) précise qu'une charge, au sens de l'article 40 de la Constitution, correspond à une mission au sens budgétaire. Cette disposition donne donc une marge de manœuvre certaine aux parlementaires, qui peuvent réduire les crédits d'un programme au profit d'un autre programme à condition que ces mouvements n'entraînent pas de hausse globale des crédits affectés à la mission.
Le principe d'irrecevabilité garantit qu'au niveau de la mission, et a fortiori du budget de l'État, les initiatives des parlementaires n'augmenteront pas le niveau des dépenses.
Toutefois, par une interprétation de l'article 40 la plus favorable à l'initiative parlementaire, les propositions de loi constituant (ou aggravant) une charge publique ayant été gagée par une compensation en recettes sont communément admises selon une pratique constante et commune aux deux assemblées (voir paragraphe D.3.c du rapport), bien que cela constitue une violation de l'article 40, qui s'applique indifféremment à toutes les initiatives parlementaires. L'admission de cette pratique s'explique par la très faible proportion de propositions de loi qui sont définitivement adoptées dans les faits. Cela entraîne cependant des situations où un amendement qui devrait en principe l'être n'est pas déclaré irrecevable, car un dispositif identique n'a pas non plus été déclaré irrecevable lorsque déposé antérieurement sous forme de proposition de loi.

## Procédure de contrôle de la recevabilité financière
Dans sa décision 94-DC du 14 juin 1978, le Conseil constitutionnel estime que l'irrecevabilité financière fait obstacle à l'engagement de la procédure législative à l'égard de propositions de lois irrecevables. De ce fait, les assemblées parlementaires doivent procéder à un contrôle de la recevabilité des propositions (de lois et d'amendements) dès leur dépôt. Ainsi, à l'Assemblée nationale, la recevabilité des propositions de lois est appréciée par une délégation du Bureau (article 89, alinéa 3 du règlement de l'Assemblée nationale). La recevabilité des amendements déposés en séance est étudiée par le Président de l'Assemblée nationale, qui peut consulter le président de la commission des finances ou le rapporteur général. Selon une tradition parlementaire, leur avis est systématiquement suivi. En ce qui concerne les amendements déposés en commission, c'est le président de la commission saisie au fond qui doit statuer, sachant qu'il peut aussi consulter le président ou le rapporteur général de la commission des finances (article 89, alinéa 2 du règlement de l'Assemblée nationale). En cours de discussion, l'irrecevabilité peut être opposée « à tout moment aux propositions, rapports et amendements, ainsi qu'aux modifications apportées par les commissions aux textes dont elles sont saisies, par le Gouvernement ou par tout député. L'irrecevabilité est appréciée par le président de la commission des finances » (article 89, alinéa 4 du règlement de l'Assemblée nationale). Lors de la session parlementaire 2010-2011, sur les 6 382 amendements parlementaires déposés en commission, 5,8 % ont été déclarés irrecevables. 
Contrairement à l'Assemblée nationale, le Sénat a longtemps refusé de mettre en œuvre un contrôle préalable au stade du dépôt des amendements. La recevabilité ne pouvait être étudiée qu'en cas de contestation par le Gouvernement ou par un sénateur. Toutefois, le Conseil constitutionnel a fini par contester cette pratique et l'article 45 du règlement du Sénat (qui traite de la recevabilité financière) a été modifié le 2 juin 2009 : « La Commission des finances contrôle la recevabilité financière des amendements au regard de l'article 40 de la Constitution. Les amendements déclarés irrecevables ne sont pas mis en discussion ». 
Enfin, le Conseil constitutionnel estime qu'il ne peut être saisi de la recevabilité financière que si l'exception d'irrecevabilité a déjà été mise en œuvre dans le cadre de la procédure législative (décision 82 DC du 20 juillet 1977 sur la loi relative à la coopération intercommunale. Louis Favoreu et Loïc Phillip estiment qu'en la matière, le Conseil constitutionnel agit en tant que « juge d'appel ». Pour mettre fin à l'absence de contrôle systématique de la recevabilité au Sénat, il a dérogé à cette règle dans sa décision 544 DC du 14 décembre 2006 (« si la question de la recevabilité financière des amendements d'origine parlementaire doit avoir été soulevée devant la première chambre qui en a été saisie pour que le Conseil constitutionnel puisse en examiner la conformité à l'article 40, cette condition est subordonnée, pour chaque assemblée, à la mise en œuvre d'un contrôle de recevabilité effectif et systématique au moment du dépôt de tels amendements ; qu'une telle procédure n'a pas encore été instaurée au Sénat »).

## Pratique
En raison du caractère systématique du contrôle de la recevabilité financière, cet article est fréquemment appliqué. Si les conditions imposées aux propositions de lois sont relativement souples, celles concernant les amendements sont plus strictes. Toutefois, ce principe qui limite la marge de manœuvre des parlementaires a fait l'objet de certaines critiques, notamment de la part de Didier Migaud et Alain Lambert, les auteurs de la loi organique relative aux lois de finances. 
En outre, plusieurs techniques légistiques permettent de contourner partiellement l'impossibilité de créer ou d'aggraver une charge publique, rendant la différence d'appréciation entre le singulier du mot « charge » et le pluriel des mots « ressources publiques » particulièrement critiquée, l'expérience constituant la principale différence de fait entre une équipe parlementaire capable de trouver la bonne formulation pour éviter l'irrecevabilité et une autre qui ne connaîtra pas les bons stratagèmes.